# Шапошников, Борис Валентинович
Бори́с Валенти́нович Ша́пошников (10 декабря 1890, Москва, Российская империя — 29 февраля 1956, Ленинград, СССР) — советский искусствовед, литературовед, музейный работник и художник; член общества «Бубновый валет».

## Биография
Родился 10 (22) декабря 1890 года в Москве. Окончил московское частное реальное училище К.П.Воскресенского, затем учился сначала в Московском Археологическом институте, который выпускал также и музейных работников, а в 1909-1912 гг. учился и окончил историко-филологический факультет Московского университета. 
Учился живописи в студии у К.Ф.Юона, брал частные уроки у Н.Н.Сапунова и Н.П.Феофилактова. В 1912–1913 гг. провел несколько месяцев в Англии, часто бывал в Италии, где брал уроки живописи. По-видимому, придерживался тогда левых взглядов, и итальянская служба общественной безопасностив 1909 г. завела на него дело как на «опасного русского террориста». С 1910 г. - член Общества свободной эстетики; с этого же времени входил в группу художников авангарда «Бубновый валет» и принимал участие в нескольких выставках общества (без указания в каталогах). В 1912 г. познакомился в Италии с русским поэтом-символистом и философом Вячеславом Ивановым.  Переводил в это время трактаты итальянского поэта, основателя футуризма Филиппо Томмазо Маринетти, и в 1912 г. опубликовал их в журнале «Маски» (№7-8) под общим названием «Футуризм и театр».
В 1913-1914 гг. завершил свое художественное образование в Академии искусств в Риме. В 1915-1916 гг. работал в стилистике умеренного кубофутуризма.
Свои работы впервые показал на «Постоянной выставке современного искусства» в Художественном бюро Н.Е.Добычиной в сентябре-октябре 1913 г. 
Принял участие в Первой мировой войне в звании прапорщика, затем подпоручика. Во время февральской революции 1917 г. был членом Военно-революционного комитета, затем демобилизован по болезни.
Как художник-авангардист достиг наибольших успехов в 1918-1919 гг. Тогда были написаны: «Беспредметная композиция» (конец 1910-х гг. Ульяновский художественный музей), «Композиция с синими устоями» (1918 г. Астраханская картинная галерея) и др. В составе группы левых художников принимал участие  в декорировании Москвы к первой годовщине Октябрьской революции, а также под руководствои Г.Б.Якулова в оформлении кафе «Питтореск» в Москве (Кузнецкий мост, 5). 
В 1919 г. – участник 5-й государственной выставки в Москве и 3-й государственной выставки картин в Казани.
В 1919-1921 гг. – профессор кафедры искусства в Московском  Пролеткульте. 
В 1920-х гг. – научный сотрудник и член президиума Государственной академии художественных наук (ГАХН). В 1920-е под его руководством было организовано более 150 больших выставок, в том числе 6 международных: в Венеции (1924 и 1928), в Париже (1925), во Флоренции (1927) и в Милане (1927 г. и 1929), на которых он был генеральным секретарем отделов СССР. 
В 1922 г. в журнале «Маковец» вышла статья Б.Шапошникова о талантливом, рано ушедшем художнике В.Н.Чекрыгине, первом иллюстраторе произведений В.В.Маяковского, а в журнале «Жизнь» – статья о выставке картин Н.П.Крымова.
В 1920 году устроился на работу в «Музей дворянского быта сороковых годов» (филиал Исторического музея), созданный по инициативе Отдела по делам музеев и охраны памятников Наркомпроса РСФСР во главе с Н.И.Троцкой. Вскоре был избран директором «Музея сороковых годов» и занимал эту должность вплоть до закрытия музея в 1929 г.  Музей располагался на Собачьей площадке близ Арбата. Б. В. Шапошников составил путеводитель по музею, выдержавший четыре издания (1924-1928 гг.).
В 1928 г. издал книгу «Эстетика числа и циркуля».
В 1929 году арестован и отправлен в ссылку (до 1932 года) с последующим запретом жить в Москве. 
В 1929 г. в ходе чистки ГАХН был исключен из Академии «за контрреволюционную деятельность» и сослан в Великий Устюг Вологодской области (450 км. к северо-востоку от Вологды на левом берегу реки Сухоны) с последующим запретом жить в Москве. Находился в ссылке с 1929 по 1932 гг.
После ссылки переехал в Ленинград, где прожил до конца своих дней. В 1936 году устроился на работу в Институт русской литературы на должность заведующего Литературным музеем (1936-1939, затем в 1948-1956 гг.). В 1936 году – в период подготовки к столетию со дня смерти А. С. Пушкина – руководил работами по реконструкции экспозиции в последней квартире поэта в доме на набережной реки Мойки, 12, в частности, по его плану был воссоздал кабинет поэта в том виде, в каком он представлен и в настоящее время (с небольшими изменениями). В 1940 г. создал путеводитель по этому музею.
Со второй половины 1940-х гг. работал заведующим экспозицией музея Л.Н. Толстого в Москве, Литературных музеев в Ясной Поляне и при «Комнате, в которой умер Л.Н. Толстой» на железнодорожной станции «Лев Толстой». При участии Б. В. Шапошникова был организован музей Пушкина в Царском (тогда Детском) селе. 
В 1950 г. защитил кандидатскую диссертацию на тему: «Литературные музеи»
Б. В. Шапошников – автор ряда статей по искусствоведению и музееведению («Портрет и его оригинал» «Музей как произведение искусства» и т. д.)
Скончался 29 февраля 1956 года в Ленинграде. Похоронен там же.
Дед по отцу – Кондратий Карпович Шапошников был в 1841-1843 гг. городским головой Москвы; мать – Елизавета Васильевна, урожденная Епанешникова (1856-1919), благотворительница и меценатка, постоянная посетительница собраний Московского Литературно-художественного кружка, знала многих поэтов, актеров и художников своего времени.